# Mestre João Grande

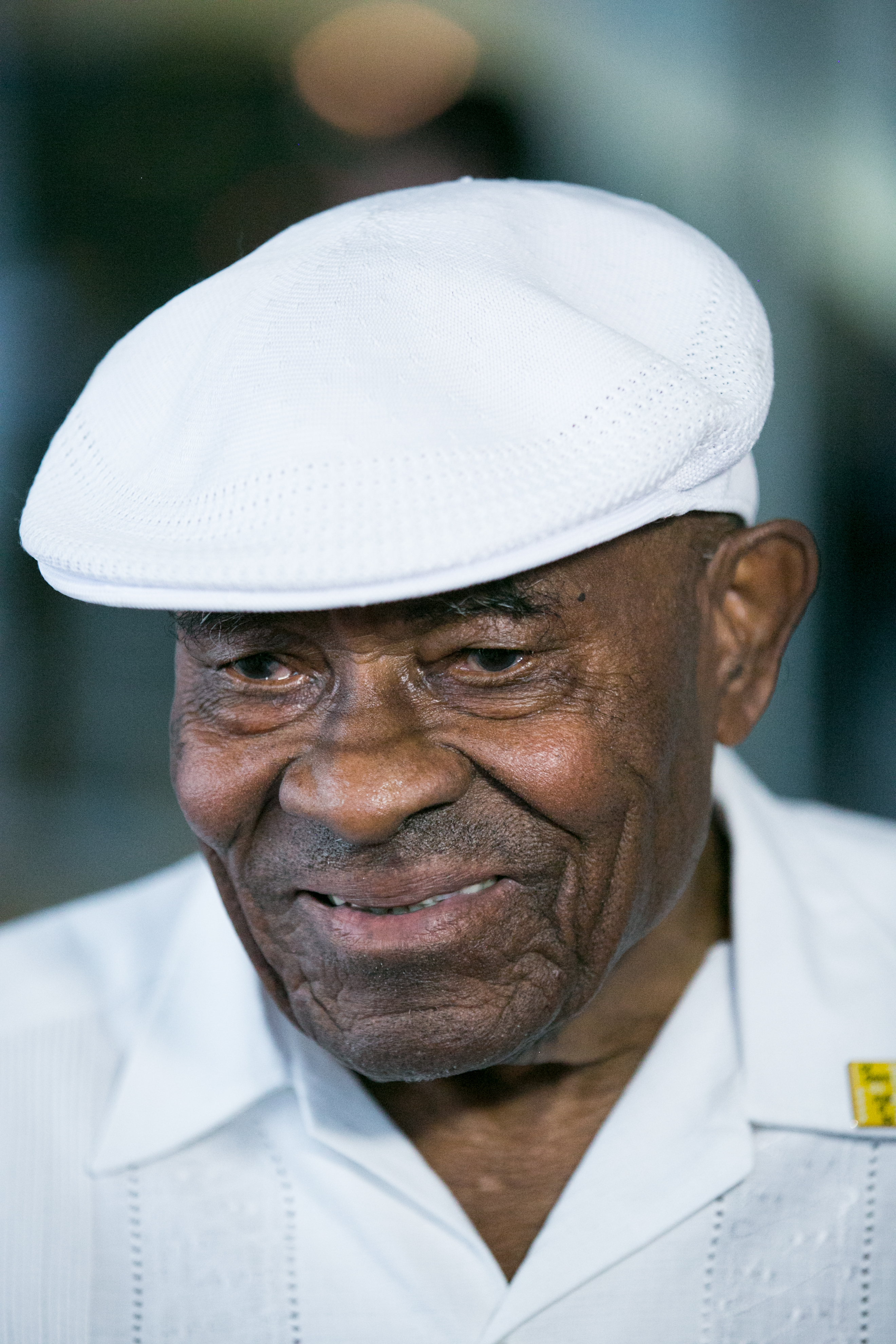
João Grande em 2015, durante a cerimônia de outorga da Ordem do Mérito Cultural

João Oliveira dos Santos OMC (Itagi, Bahia, 15 de janeiro de 1933), mais conhecido como Mestre João Grande, é um mestre da Capoeira Angola. Há mais de sessenta anos que tem na arte passando os ensinamentos que recebeu de Mestre Pastinha, pai da Capoeira Angola, e Mestre João Pequeno, seu primeiro professor e parceiro na capoeira. Hoje João Grande mora em Nova Iorque onde tem ensinado há mais de vinte e cinco anos na sua academia Capoeira Angola Center of Mestre João Grande e continua viajando pelo mundo fazendo aulas de capoeira de Angola.
Recebeu em 2015 a Ordem do Mérito Cultural.